# Hashmonaim
Hashmonaim (hebreiska: חשמונאים) är en judisk bosättning på Västbanken. Den ligger i den nordöstra delen av landet. Hashmonaim ligger 190 meter över havet och antalet invånare är 2 610.
Terrängen runt Hashmonaim är platt åt sydväst, men åt nordost är den kuperad. Runt Hashmonaim är det tätbefolkat, med 411 invånare per kvadratkilometer. Närmaste större samhälle är Modi'in Illit, 2,2 km öster om Hashmonaim. Trakten runt Hashmonaim består till största delen av jordbruksmark.